# Whitney (album)
Whitney – drugi album amerykańskiej piosenkarki Whitney Houston, wydany 29 czerwca 1987 roku.

## Lista piosenek
1. I Wanna Dance With Somebody (Who Loves Me)
2. Just The Lonely Talking Again
3. Love Will Save The Day
4. Didn’t We Almost Have It All
5. So Emotional
6. Where You Are
7. Love Is A Contact Sport
8. You’re Still My Man
9. For The Love Of You
10. Where Do Broken Hearts Go
11. I Know Him So Well

## Single
- I Wanna Dance With Somebody (Who Loves Me)
- Didn't We Almost Have It All
- So Emotional
- Where Do Broken Hearts Go
- Love Will Save the Day
- I Know Him So Well